# Wie wäre es mit Spinat?
Wie wäre es mit Spinat? (auch: Wie wär’s mit Spinat?) ist eine tschechoslowakische Filmkomödie aus dem Jahr 1977.

## Handlung
Es fing ganz harmlos an: Zemanek und Liska waren zwei solide Arbeiter in einer soliden Fabrik. Und da sie ihre Familien liebten, handelten sie nach dem bekannten Spruch: Wer nicht stiehlt, bestiehlt seine Familie. Also schnappten sie sich ein paar Kanister Sprit, wurden prompt von der Kripo geschnappt und durften für die nächste Zeit nur noch gesiebte Luft schnappen. Daraufhin beschlossen sie, ehrlich zu werden. Aber bekanntlich sind die Wege zur Hölle mit guten Vorsätzen gepflastert. Und ihr höllischer Weg begann gleich am Gefängnistor, wo sie von ihrem ehemaligen Aufkäufer in Empfang genommen und in das nächste Ding, ein Millionending, eingeweiht wurden: Es galt, eine für Rinder gedachte Verjüngungsmaschinerie quasi von der Idee her zu entwenden und in schöpferischer Weiterentwicklung an reiferen ausländischen weiblichen Gästen des Kosmetiksalons im Interhotel auszuprobieren. Die Sache an sich war schon ganz richtig, bloß mit der Dosierung kam man noch nicht ganz zurande, und kompliziert wurde es, wenn ein Bestrahlter versehentlich anschließend das Spezialgericht des Hotelkochs – Spinat – aß, was den beiden versehentlich bestrahlten kleinen Dieben passierte und einer südamerikanischen Millionärin: Sie wurden wesentlich jünger als es ihnen lieb war: Die beiden Familienväter zu Schulbuben, die heiratswütige Dame zum Baby, womit die Garantie gegeben ist für die verwickeltsten Verwicklungen, im Verlauf derer die beiden Ganoven erst zu Greisen und dann zu Mikromännern werden, die – in einer Schillerlocke versteckt – von einem Bernhardiner verspeist werden.

## Zum Film
Wie wäre es mit Spinat von Komödienspezialist Vaclav Vorlicek war Bestandteil der Sommerfilmtage 1978 in der DDR und erlebte am 14. Juli 1978 seine Erstaufführung. Ablauf der Aufführungsrechte für die DDR war am 31. Juli 1983. Im DDR-Fernsehen lief der Film am 31. März 1982. Die Erstsendung in der ARD war am 8. Mai 1987. Auch im Fernsehen der BRD wurde der Film mit der Synchronisation der DEFA gezeigt. Synchronsprecher waren unter anderen Erhard Köster, Horst Kempe, Micaela Kreißler, Joachim Siebenschuh, Hans Joachim Hanisch, Karl-Maria Steffens, Georgia Kullmann, Evelyn Opoczynski, Viktor Deiß, Achim Petry, Manfred Wagner.

## Kritik
„Aktionsreiche Gaunerkomödie mit humorvollen Seitenhieben auf den Alltag; turbulente, routiniert inszenierte Unterhaltung.“